# Championnats d'Asie de skyrunning
Les championnats d'Asie de skyrunning sont une compétition annuelle organisée par la Fédération internationale de skyrunning (ISF) qui désigne un champion d'Asie pour chaque discipline majeure du skyrunning.

## Histoire
Les championnats sont créés en 2015 lorsque la Fédération internationale de skyrunning décide de créer d'autres championnats continentaux en plus des championnats d'Europe existants depuis 2007. La première édition se déroule dans le cadre de la MSIG Sai Kung 50 à Hong Kong avec les épreuves de SkyRace et d'Ultra SkyMarathon.
Prévue dans le cadre de la MSIG Lantau 50, l'édition 2019 est annulée en raisons des manifestations. Reportée au début de l'année 2020 dans le cadre de la MSIG Sai Kung 50 à Hong-Kong, elle est à nouveau annulée, cette fois en raison de la pandémie de Covid-19.
Après plusieurs années d'absence, les championnats font leur retour en 2023, tout comme les autres championnats continentaux lancés en 2015. Ils se déroulent une fois de plus dans le cadre du Lantau 50.

## Disciplines
Les championnats continentaux proposent trois épreuves individuelles pour les trois catégories du skyrunning :
- Une SkyRace, d'une distance comprise entre 20 et 45 kilomètres (avec une marge de 5 %) ;
- Un Ultra SkyMarathon, d'une distance comprise entre 50 et 80 km (avec une marge de 5 %) ;
- Un kilomètre vertical, d'un dénivelé positif d'au minimum 800 m avec une pente moyenne d'au moins 20 % et d'une pente maximale de plus de 33 % sur au moins 5 % du parcours.

Un quatrième classement individuel est proposé, le combiné, qui additionne aux points les classements des épreuves de SkyRace et de kilomètre vertical.
Un classement des nations récompense les équipes nationales en additionnant les points des coureurs dans les trois épreuves. Seuls les athlètes des équipes nationales peuvent participer aux championnats,.

## Éditions
| Édition | Année | SkyRace                          | SkyRace      | Ultra SkyMarathon           | Ultra SkyMarathon | Kilomètre vertical                     | Kilomètre vertical |
| ------- | ----- | -------------------------------- | ------------ | --------------------------- | ----------------- | -------------------------------------- | ------------------ |
| 1re     | 2015  | MSIG Sai Kung SkyRace, Hong Kong | 7 février    | MSIG Sai Kung 50, Hong Kong | 7 février         | Non disputé                            | Non disputé        |
| 2e      | 2016  | MSIG Lantau SkyRace, Lantau      | 4 décembre   | MSIG Lantau 50, Lantau      | 4 décembre        | MSIG Lantau Vertical Kilometer, Lantau | 2 décembre         |
| 3e      | 2017  | Zao SkyRace, Yamagata            | 10 septembre | MSIG Lantau 50, Lantau      | 3 décembre        | Zao Vertical Race, Yamagata            | 9 septembre        |
| 4e      | 2018  | MSIG Lantau SkyRace, Lantau      | 2 décembre   | MSIG Lantau 50, Lantau      | 2 décembre        | Non disputé                            | Non disputé        |
| 5e      | 2023  | Lantau 27, Lantau                | 2 décembre   | Lantau 50, Lantau           | 2 décembre        | Non disputé                            | Non disputé        |

## Podiums

### SkyRace
| Édition | Or             | Argent          | Bronze           |
| ------- | -------------- | --------------- | ---------------- |
| 2015    | Dai Matsumoto  | Kondo Yoshihito | Kazuaki Hoshino  |
| 2016    | Dai Matsumoto  | Jinwan Kim      | Yoshihara Minoru |
| 2017    | Ruy Ueda       | Satoshi Kato    | Yoshihito Kondo  |
| 2018    | Limbu Yamanath | Afroy Leung     | Ka Fai James Lee |
| 2023    | Ryunosuke Omi  | Kasagi Hajimi   | Arjun Rai Kulung |

| Édition | Or                  | Argent           | Bronze             |
| ------- | ------------------- | ---------------- | ------------------ |
| 2015    | Kanako Hasegawa     | Chiaki Fjelddahl | Lai Han Dennex Lui |
| 2016    | Takako Takamura     | Sooji Park       | Yin-Hung Tsang     |
| 2017    | Takako Takamura     | Yukari Hoshino   | Sooji Park         |
| 2018    | Abahan Sandi Menchi | Fredelyn Alberto | Fely Bejuna        |
| 2023    | Sunmaya Budha       | Takako Takamura  | Suzuha Kusuda      |

### Ultra SkyMarathon
| Édition | Or           | Argent           | Bronze           |
| ------- | ------------ | ---------------- | ---------------- |
| 2015    | Samir Tamang | Yan Longfei      | Miki Ushida      |
| 2016    | Yuichi Miura | Machida Tomohiro | Heesenong Noh    |
| 2017    | Yuichi Miura | Hoshino Kazuaki  | Osada Goshi      |
| 2018    | Yuichi Miura | John Rai Onifa   | Keiichiro Sakata |
| 2023    | Hiroki Kai   | Shoma Otagiri    | Ka Keung Chan    |

| Édition | Or             | Argent              | Bronze          |
| ------- | -------------- | ------------------- | --------------- |
| 2015    | Mira Rai       | Dong Li             | Shiho Iwadate   |
| 2016    | Sunmaya Budha  | Purna Laxmi Neupani | Hyeonju Ji      |
| 2017    | Mira Rai       | Yukari Hoshino      | Kaori Niwa      |
| 2018    | Man Yee Cheung | Wenchie Santome     | Ayake Ueda      |
| 2023    | Kanako Edamoto | Man Yee Cheung      | Aya Wakabayashi |

### Kilomètre vertical
| Édition | Or            | Argent            | Bronze               |
| ------- | ------------- | ----------------- | -------------------- |
| 2016    | Toru Miyahara | Hayato Yanasigawa | Byeong Gwon Park     |
| 2017    | Toru Miyahara | Goki Nagasato     | Takashi Shinushigome |

| Édition | Or             | Argent        | Bronze         |
| ------- | -------------- | ------------- | -------------- |
| 2016    | Yuri Yoshizumi | Sunmaya Budha | Myungyeo Park  |
| 2017    | Yuri Yoshizumi | Mina Ogawa    | Yukari Hoshino |